# 库尔德芒什 (厄尔省)
库尔德芒什（法語：Courdemanche，法語發音：[kuʁdəmɑ̃ʃ]）是法国厄尔省的一个市镇，属于埃夫勒区。

## 地理
库尔德芒什（48°48'7"N, 1°15'48"E）面积8.99 平方千米，位于法国诺曼底大区厄尔省，该省份为法国北部内陆省份，北起滨海塞纳省，西接奧恩省和卡爾瓦多斯省，南至厄尔-卢瓦省，东临瓦兹省、瓦兹河谷省和伊夫林省。
与库尔德芒什接壤的市镇（或旧市镇、城区）包括：伊利耶莱韦克、盧伊、拉马德莱娜-德诺南库尔、厄尔河畔马西伊、梅尼勒叙莱斯特雷、阿夫尔河畔圣日耳曼。

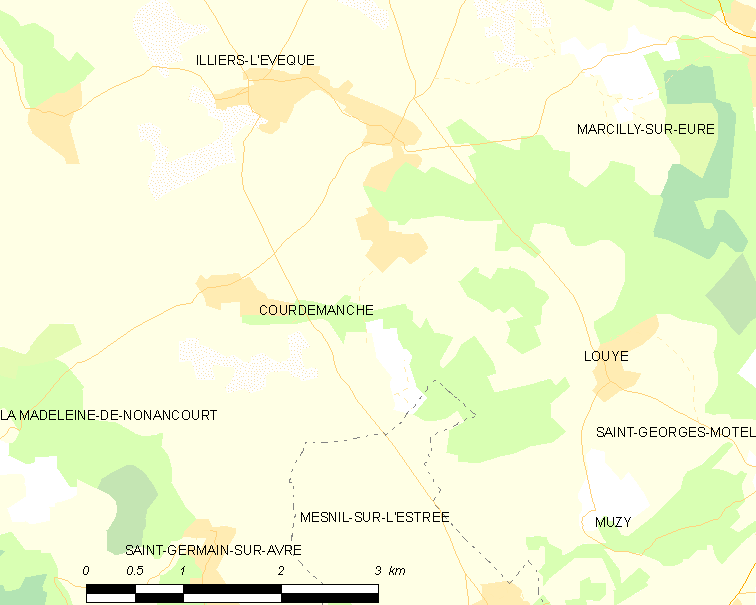
的OSM定位图

库尔德芒什的时区为UTC+01:00、UTC+02:00（夏令时）。

## 行政
库尔德芒什的邮政编码为27320，INSEE市镇编码为27181。

## 政治
库尔德芒什所属的省级选区为阿夫尔河和伊通河畔韦尔讷伊县。

## 人口

1962-2008年间人口变化图示

库尔德芒什于2022年1月1日时的人口数量为593人。